# Wolfach
Wolfach (Alemannic thấp: Wolfä) là một thị trấn thuộc huyện Ortenaukreis, bang Baden-Württemberg, Đức. Nằm trong vùng núi Rừng Đen, đây là đia phương spa nổi tiếng ở Đức.

### Cơ quan địa phương
- Chính quyền Wolfach
- Thị xã Oberwolfach

### Hiệp hội địa phương
- Hiệp hội lịch sử Wolfach Lưu trữ ngày 11 tháng 2 năm 2005 tại Wayback Machine
- Câu lạc bộ Carnival Wolfach
- Bike-Park Wolfach

### Điểm tham quan
- Vogtbauernhöfe Lưu trữ ngày 9 tháng 7 năm 2011 tại Wayback Machine
- Bảo tàng khoáng chất và toán học Oberwolfach
- (bằng tiếng Đức) Thông tin và hình ảnh Lưu trữ ngày 18 tháng 11 năm 2011 tại Wayback Machine